# Tipula vultuosa
Tipula vultuosa är en tvåvingeart som beskrevs av Alexander 1946. Tipula vultuosa ingår i släktet Tipula och familjen storharkrankar. Inga underarter finns listade i Catalogue of Life.